# Original video animation
 (novembre 2014).
Si vous disposez d'ouvrages ou d'articles de référence ou si vous connaissez des sites web de qualité traitant du thème abordé ici, merci de compléter l'article en donnant les références utiles à sa vérifiabilité et en les liant à la section « Notes et références ».
Original video animation (オリジナル ビデオ アニメーション, Orijinaru Bideo Animēshon), abrégé en OVA, est le terme utilisé pour désigner les productions d'animation japonaises destinées à l'exploitation commerciale directe physique ou numérique.

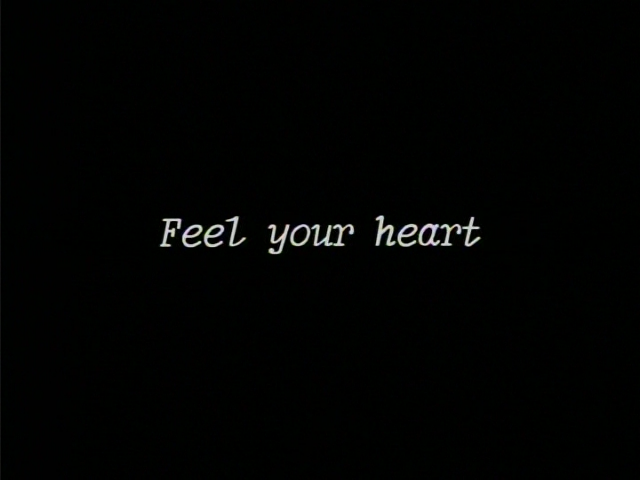
Titre du deuxième volume de « notes of pure love »

Il remplace le terme original animation video (ou OAV) encore majoritaire en Europe et en Amérique (voir infra).
L'OVA se présente en majorité sous la forme d'un épisode d'animé bonus destiné à mettre en avant l'exploitation vidéo d'une série. Il peut désigner également des productions plus importantes ou des courts métrages mais ayant pour point commun la distribution physique sans exploitation télévisuelle ou cinématographique initiale en VHS, Betamax, LaserDisc et aujourd'hui DVD ou Blu-ray Disc. Il ne doit pas être confondu avec le terme direct-to-video, issu du cinéma américain (voir section Nom),.

## Nom
Le terme original video animation est un wasei-eigo. Contrairement aux Direct-to-video (terme considéré comme péjoratif), l'OVA ne désigne pas nécessairement des petites productions refusées ou pas assez rentables pour être proposées dans le circuit classique. En effet, les productions sont assez diversifiées. Ce statut est dû au fait que le support physique au Japon est considéré comme bien plus noble qu'en Occident avec des tarifs onéreux, des tirages limités qui permettent une source de revenus confortables pour les grosses productions et rentables pour les plus petits studios. Il est ainsi à noter que ce système permet la production d’œuvres au public restreint (notamment adulte avec le Hentaï) en assurant leur rentabilité.
À l'origine, le terme d'OAV était utilisé mais en raison de sa proximité avec le terme AV (Adult Video) désignant les productions pornographiques, il a été remplacé par celui d'OVA afin d'éviter les confusions qui aurait pu indisposer l'acheteur. Cependant, le terme est aujourd'hui toujours utilisé en Europe et en Amérique.

## Historique
Dans les années 1980, l'apparition de formats comme la Betamax et son concurrent VHS puis le LaserDisc ont permis aux ménages japonais de profiter des animés diffusés alors uniquement à la télévision chez eux. Le fort taux d'équipement a ainsi favorisé cette distribution. L'OVA Dallos de Mamoru Oshii produit par Bandai Visual en 1984 est considéré comme le premier OVA diffusé en cassette vidéo pour réduire les couts de distribution et la série d'OVA Cream Lemon de 1984, le premier Hentaï.
Ce moyen de diffusion est vu comme le moyen pour un studio de produire et diffuser des programmes plus expérimentaux ou destinés à un marché plus restreint. Cela en fait le moyen de distribution des Hentaï mais également des séries dont le producteur estime que le public ne sera pas assez important pour une diffusion TV. La série Patlabor après un succès sur le marché vidéo se voit offrir une seconde saison plus importante diffusée à la télévision.
Si le terme direct-to-video est devenu relativement péjoratif aux États-Unis, sous-entendant des productions ne méritant même pas un passage au cinéma ou sur les chaînes télévisées, les OAV sont devenues au Japon une nécessité à cause de la demande, et nombre d'entre elles ont fait la preuve de leur qualité, au point même, pour certaines productions ambitieuses, de dépasser largement celle des séries TV. De nombreuses séries populaires comme Bubblegum crisis et Tenchi Muyo! sont sorties directement en vidéo comme OAV.
Au début des années 1990, la crise économique japonaise met un frein à cette exploitation, diminuant les rythmes de sorties. Aujourd'hui, les OVA sont majoritairement des épisodes "bonus" fournis en complément d'une édition vidéo ou des Hentaï. La démocratisation de la diffusion par Internet permet la distribution d'OVA en format dématérialisé mais le marché japonais reste attaché au format physique, augmentant la durée d'adoption de ce nouveau format de distribution.

## Original animation disc (OAD)
L'original animation disc ou original animation DVD (OAD) désigne les productions distribuées en bonus d'un manga ou d'un jeu vidéo. Ils ne sont pas à confondre avec les OVA bien que le format de distribution se ressemble.